# پلیس کارگری

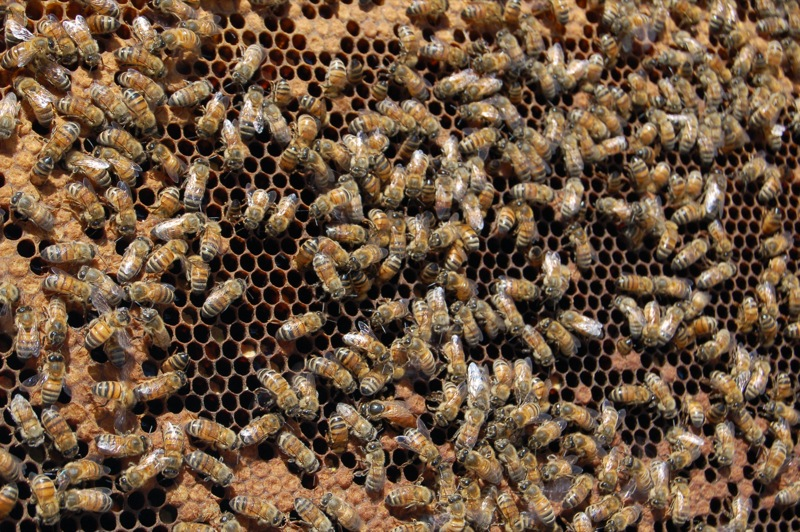
پلیس کارگری در زنبورهای عسل و دیگر پرده‌بالان از جمله برخی از گونه‌های زنبورها، مورچه‌ها و زنبورها یافت می‌شود.

پلیس کارگری (به انگلیسی: Worker policing) رفتاری است که در کلنی‌های پرده‌بالان اجتماعی (مورچه‌ها، زنبورهای عسل و زنبورهای بی‌عسل) دیده می‌شود که در آن زنبورهای کارگر تخم‌هایی را می‌خورند که توسط کارگران دیگر گذاشته شده‌است، نه تخم‌هایی که توسط ملکه گذاشته شده‌است. پلیس کارگری تضمین می‌کند که فرزندان ملکه در گروه غالب خواهند شد. در گونه‌های خاصی از مورچه‌ها، زنبورهای عسل و زنبورهای بی‌عسل، کارگران یا ملکه نیز ممکن است نسبت به کارگران بارور رفتار تهاجمی داشته باشند. پلیس کارگری به عنوان شکلی از اجبار برای ترویج تکامل رفتار نوع‌دوستانه در جوامع حشرات فرااجتماعی پیشنهاد شده‌است.

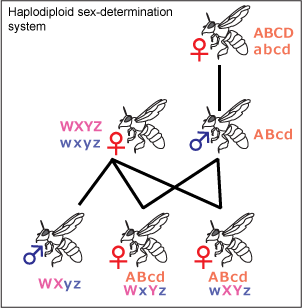
سیستم تعیین جنسیت هاپلودیپلوئید پیامدهایی برای رفتار پلیس کارگری دارد.

سازوکارهای پیشنهادی برای تشخیص تخم‌گذاری‌های کارگر یا کارگران بارور فعال شامل هیدروکربن‌های نشانگر روی سطح تخم‌های ملکه، هیدروکربن‌های کوتیکول روی کارگران بارور، و شناسایی جفت‌های لانه است. در موارد نادر، تخم‌های کارگری حامل هیدروکربن‌های تقلیدشده ملکه هستند و از پلیس فرار می‌کنند، وضعیتی که به عنوان سندرم هرج و مرج (anarchic syndrome) شناخته می‌شود.
همه شکل‌های پلیسی نیازمند حضور ملکه نیست. همچنین در چندین گونه از مورچه‌ها دیده می‌شود که سلسله مراتبی از کارگران ماده باروری را ایجاد می‌کنند، جایی که افراد با رتبه بالا تولیدمثل می‌کنند.

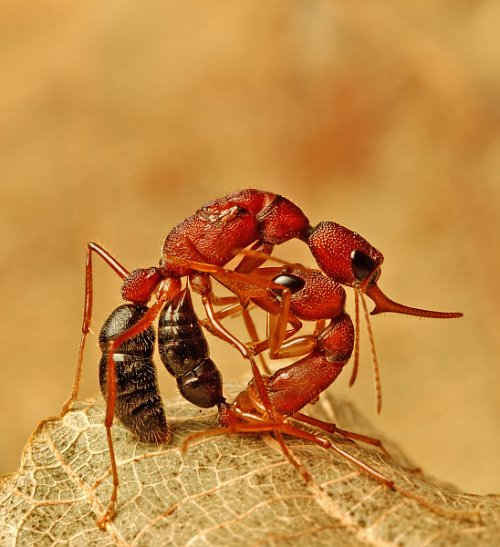
کارگر Harpegnathos saltator در حال کشتن یک ملکه خارجی